# بوستون، شهرستان اکوماک، ویرجینیا

موقعیت شهرستان اکومک, ایالت ویرجینیا

بوستون، شهرستان اکوماک، ویرجینیا (انگلیسی: Boston, Accomack County, Virginia) یک حوزه سرشماری است که در شهرستان اکوماک، ویرجینیا و در ایالت ویرجینیا ، ایالات متحده آمریکا واقع شده است. به موجب سرشماری سال ۲۰۱۰ جمعیت آن ۵۰۴ نفر بود.